# 28 Reasons
28 Reasons es el primer EP en solitario de la cantante surcoreana Seulgi, miembro del grupo Red Velvet. Fue lanzado por SM Entertainment y distribuido por Dreamus el 4 de octubre de 2022. El álbum contiene seis pistas, incluyendo el sencillo principal, también titulado «28 Reasons».

## Antecedentes y lanzamiento
El 6 de septiembre de 2022, el medio surcoreano Mydaily informó que Seulgi, miembro del grupo Red Velvet, lanzaría su primer álbum en solitario el siguiente mes. En respuesta al informe, un representante de SM Entertainment señaló: «Seulgi se está preparando para su primer álbum en solitario con el objetivo de lanzarlo en octubre. Agradeceríamos mucho su interés».
El 13 de septiembre de 2022, SM Entertainment publicó a través de sus redes sociales oficiales los primeros adelantos de su nuevo trabajo musical, confirmando que el miniálbum llevaría por nombre 28 Reasons, revelando un nuevo logotipo y un cinematográfico vídeo promocional conceptual del nuevo álbum. El tráiler comienza con una Seulgi ensangrentada y magullada cortándose las uñas junto a una piscina cubierta vacía, mientras se repite un silbido espeluznante. La desconcertante nueva imagen incluye escenas fragmentadas de la cantante soltando un rifle entre lágrimas, prendiendo fuego a un automóvil y mirando a través de una ventana rota. Se anunció además que la fecha de lanzamiento sería el 4 de octubre de 2022, y que el EP contendrá seis canciones, incluyendo el sencillo principal, también titulado «28 Reasons».

## Composición
El sencillo principal, «28 Reasons», se presenta como una canción de género dance pop, tejiendo su identidad sonora con cautivadores y profundos tonos de bajo, acompañados por un sugerente silbido. La letra desentraña a un personaje de matices intrigantes, un ser imbuido de dualidad, navegando entre «el bien y el mal». El relato musical despliega cómo esta complejidad afecta el vínculo que comparten, añadiendo una capa de tensión y pasión a su conexión. «Dead Man Runnin'» es una canción de R&B fusionada con dance pop. Escrita por Seulgi, las palabras son un reflejo de su interior, una ventana abierta a su ansiedad y el profundo abismo que experimentó tras sus heridas. En cada verso, la emotividad fluye, tejiendo una narrativa íntima que resuena con aquellos que han navegado por las aguas turbulentas del pasado. En una entrevista con Rolling Stone, Seulgi explicó: «Era una canción que te hace sentir que aparecerá un villano. ¿Cómo aparecerá el villano? Me inventé esa narrativa y pensé en alguien que quisiera destruir el mundo. Son pensamientos que normalmente no tenemos. Me ayudaron mucho las películas, sobre todo Joker. Fue herido y maltratado antes de convertirse en villano. Cuando escuchas la canción, creo que esas emociones afloran».
«Bad Boy, Sad Girl» es una canción de R&B de tempo medio en la que participa el rapero Be'O. En esta pista, el piano asume un rol intrépido y juguetón, saltando con gracia entre las notas y añadiendo un toque distintivo a la canción. «Anywhere but Home» es una canción «estilo disco» con elementos de R&B y dance pop, cuya letra describe un viaje a un «lugar desconocido» en una noche de insomnio. «Los Angeles» es una canción EDM con un toque de sonido tecno. Líricamente, describe el paisaje de la ciudad de Los Ángeles, y la sensación de emoción y anticipación de encontrar un nuevo sueño en un lugar desconocido. «Crown» es una canción dance pop de R&B con una fuerte melodía de batería y sintetizador.

## Recepción crítica
Rhian Daly, de NME, calificó el EP de «pura brillantez» en su crítica de cinco estrellas, afirmando que «se mueve con destreza a través de pistas oscuras y deliciosas que se nutren de diferentes facetas del R&B y del pop con influencias de dance, cada una incorporando fuerzas opuestas de luz y oscuridad, como se insinúa en la narrativa del bien contra el mal». NME incluyó el EP como uno de los mejores álbumes asiáticos de 2022, destacando «Dead Man Runnin'» como canción y pieza clave del EP, escribiendo: «28 Reasons es una historia oscura y existencial contada a través de un lirismo serpenteante, un sonido hermético y, sobre todo, la dulce voz de Seulgi, que atraviesa la bruma como una luz al final de un túnel oscuro. 28 Reasons es un sólido comienzo para Seulgi, que empieza a explorar su voz creativa y a perfeccionar su arte». La publicación surcoreana Idology incluyó el EP entre los mejores álbumes de k-pop del año, alabando los temas de dualidad de la protagonista.

## Lista de canciones
| Lista de canciones de 28 Reasons |                                |                                                        |                                                                       |                                |          |  |
| N.º                              | Título                         | Letras                                                 | Música                                                                | Arreglos                       | Duración |  |
| 1.                               | «28 Reasons»                   | Jeon Ji-eun, January 8th, Jo Yoon-kyung, Yoo Young-jin | Sean Kennedy, Johan Fransson, Henrik Goranson, Yoo, Kriz              | Fransson, Goranson, Yoo, Imlay | 3:09     |  |
| 2.                               | «Dead Man Runnin»              | Seulgi                                                 | Yaakov "Yash" Gruzman, Shaun Frank, Audra Mae                         | Gruzman                        | 3:19     |  |
| 3.                               | «Bad Boy, Sad Girl» (con Be'O) | Danke (Lalala Studio), Be'O                            | Dino Medanhodzic, Johanna Jansson, Ryan Jhun, Be'O                    | Medanhodzic, Jhun              | 2:57     |  |
| 4.                               | «Anywhere but Home»            | Seo Ji-eum                                             | Emile Ghantous, Leslie Johnson, Josh Goode, Sofia Quinn, Carly Gibert | Ghantous, Johnson              | 3:21     |  |
| 5.                               | «Los Angeles»                  | Jung Il-li                                             | Jennifer Decilveo, Wens, Justin Seiser, Oliver Goldstein              | Decilveo, Seiser               | 3:43     |  |
| 6.                               | «Crown»                        | Kim Su-ji (Lalala Studio), Lee Ji-yoon (Jam Factory)   | Hitimpulse, Violet Skies, Ilira Gashi                                 | Hitimpulse, Skies, Gashi       | 3:26     |  |
| 19:45                            |                                |                                                        |                                                                       |                                |          |  |

## Posicionamiento en listas
| Lista (2022)             | Mejor posición |
| ------------------------ | -------------- |
| Japón (Oricon)           | 13             |
| Japón (Japan Hot Albums) | 9              |
| Corea del Sur (Circle)   | 3              |

| Lista (2022)           | Mejor posición |
| ---------------------- | -------------- |
| Japón (Oricon)         | 50             |
| Corea del Sur (Circle) | 8              |

| Lista (2022)           | Mejor posición |
| ---------------------- | -------------- |
| Corea del Sur (Circle) | 58             |

## Reconocimientos

### Listados
| Publicación | Listado                          | Lugar    | Ref.   |
| ----------- | -------------------------------- | -------- | ------ |
| Idology     | 20 mejores álbumes K-Pop de 2022 | Incluida | [ 23 ] |
| NME         | 25 Best Asian Albums of 2022     | 11.º     | [ 24 ] |

## Historial de lanzamiento
| País          | Fecha                | Formato                       | Sello                     |
| ------------- | -------------------- | ----------------------------- | ------------------------- |
| Corea del Sur | 4 de octubre de 2022 | CD Descarga digital streaming | SM Entertainment, Dreamus |